# Witold Kulerski
Witold Zygmunt Kulerski (ur. 16 maja 1911 w Davos, zm. 14 stycznia 1997) – polski wydawca, polityk ruchu ludowego, działacz opozycji demokratycznej w okresie II RP i wczesnego PRL.

## Życiorys
Urodził się 16 maja 1911 r. w Davos. Syn Leontyny z domu Trawińskiej i Wiktora Kulerskiego, twórcy „Gazety Grudziądzkiej”. Naukę rozpoczął w Grudziądzu, ale kontynuował w Davos, gdzie mieszkała jego matka. Po powrocie do kraju podjął pracę u ojca, który zaraził go pracą wydawniczą oraz ideą ludową. Był zaangażowany w działalność ruchu ludowego (PSL „Piast”), m.in. znał osobiście Wincentego Witosa i Stanisława Mikołajczyka. 
W 1935 r., po śmierci ojca przejął pismo i kontynuował jego wydawanie, choć bezskutecznie próbował najpierw namówić Mikołajczyka do objęcia funkcji redaktora naczelnego. Podobnie jak ojciec, był represjonowany za działalność opozycyjną, a nakład pisma wielokrotnie konfiskowano, aż w efekcie „Gazeta Grudziądzka” była bliska upadku. Po kryjomu, w jedną noc wraz ze współpracownikami przeniósł redakcję do Poznania, gdzie kontynuował wydawanie gazety pod zmodyfikowanym tytułem. Mimo to 1 września 1939 r. miał się stawić w grudziądzkim więzieniu w celu odbycia wyroku zasądzonego za opublikowane artykuły i wystąpienia wiecowe. 
Po śmierci ojca zintensyfikował swoją działalność w demokratycznej opozycji, angażując się mocniej w działalność organizacyjną Stronnictwa Ludowego – głównie na Pomorzu, choć utrzymywał kontakt także z działaczami z Wielkopolski. W grudniu 1935 r. został wybrany do Rady Naczelnej Stronnictwa Ludowego. Aktywnie włączył się w organizację wielkiego strajku chłopskiego w 1937 r., za co spotykały go liczne szykany ze strony władz.
Gdy Niemcy wkroczyli do Poznania, ukrywał się, jednak gdy tylko dzięki płynnej znajomości języka niemieckiego zdołał uniknąć aresztowania przez gestapo, postanowił wywieźć rodzinę z Poznania do Sandomierza, a sam z innymi ludowcami przez Słowację, Węgry, Jugosławię i Włochy dotarł do Francji. W tej ostatniej z rekomendacji Stanisława Mikołajczyka został sekretarzem biura Rady Narodowej RP. Funkcję sekretarza pełnił w I Radzie i II Radzie, a także zasiadał w II Radzie. Był również sekretarzem Komitetu Zagranicznego Stronnictwa Ludowego oraz osobistym sekretarzem Mikołajczyka. Na jego prośbę wziął udział w konferencji założycielskiej Organizacji Narodów Zjednoczonych w San Francisco w 1945 r. W Szkocji uczył też cichociemnych języka niemieckiego.
Gdy Mikołajczyk w czerwcu 1945 r. wszedł w skład Tymczasowego Rządu Jedności Narodowej i wrócił do Polski, Kulerski także wrócił z Londynu. W Polsce zjawił się w styczniu 1946 r., gdy trwały przygotowania do Kongresu Polskiego Stronnictwa Ludowego. Podczas kongresu pełnił funkcję przewodniczącego Komisji Spraw Zagranicznych. Jesienią 1946 r. jako sekretarz i tłumacz uczestniczył w polskiej delegacji w Kopenhadze na konferencji FAO. W okresie pobytu w PRL Mikołajczyk korzystał z pomocy Kulerskiego głównie w charakterze tłumacza podczas spotkań z dziennikarzami i politykami z Zachodu.
Gdy w październiku 1947 r. Mikołajczyk uciekł z kraju, Kulerski jako jego najbliższy współpracownik został zatrzymany 10 dni później w siedzibie Chłopskiej Spółdzielni Wydawniczej pod zarzutem współudziału w przygotowaniach do tej ucieczki. W 1951 r. został skazany na 12 lat pozbawienia wolności w procesie grupy działaczy PSL. Podczas rozpraw wielokrotnie dyskutował z prokuratorem i podważał jego słowa. Jego wyrok był najwyższym zasądzonym w tym procesie, ale na poczet kary zaliczono mu okres pobytu w areszcie. Od 29 lutego 1952 r. odbywał karę w Centralnym Więzieniu we Wronkach. Podczas uwięzienia jego stan zdrowia uległ znacznemu pogorszeniu. Jesienią 1954 r. ze względu na zły stan zdrowia zezwolono mu na roczną przerwę w odbywaniu kary, a 5 maja 1956 r. na mocy amnestii resztę wyroku anulowano. 
Zmarł 14 stycznia 1997 r.
Żonaty z Martą, ojciec Wiktora.